# Anna Simó
Anna Simó i Castelló (Alamús, Lérida, 26 de julio de 1968) es una política española, miembro de Esquerra Republicana de Catalunya desde 1990. Fue secretaria primera de la Mesa del Parlamento de Cataluña durante la XI legislatura. Entre junio de 2023 y agosto de 2024 ejerció como consejera de Educación de la Generalidad de Cataluña.

## Biografía
Licenciada en filología catalana por la Universidad de Barcelona, hizo un posgrado de planificación lingüística en la misma universidad. Ha trabajado en el Consorci per a la Normalització Lingüística (Consorcio para la Normalización Lingüística), donde ha tenido diversas responsabilidades, entre ellas, responsable de Ciutat Vella en el Centro de Normalización Lingüística de Barcelona. 
Es miembro de diversas entidades culturales y cívicas, entre las cuales están Ca la Dona y el Centre d’Estudis de l’Hospitalet. Afiliada a la CONC desde 1990, ha formado parte del comité de empresa del Consorcio para la Normalización Lingüística. 

### Trayectoria política
En lo referente a su trayectoria política, es miembro del Consell Nacional d'Esquerra desde 1994. Ha sido presidenta local de Esquerra en Hospitalet de Llobregat (1996-2002) y miembro de l’Executiva Nacional (1998-2004 y del 2006 hasta la actualidad). También ha sido secretaria nacional de Política Social de ERC (2001-2004), y desde 2006 es vicesecretaria de Acción Política d’Esquerra.
Fue elegida regidora del Ayuntamiento de Hospitalet de Llobregat (2003) y nombrada consejera comarcal del Consejo Comarcal del Barcelonés. Fue consejera de Bienestar y Familia (2003-2006).
Fue Consejera de Bienestar y Familia de la Generalidad de Cataluña desde la constitución del gobierno catalanista y de izquierdas de Pasqual Maragall, hasta 2006 y portavoz adjunta del grupo parlamentario de Esquerra Republicana de Catalunya.
El 11 de noviembre de 2017 anunció mientras se celebraba el Consell Nacional de su partido que no repetiría en las listas de ERC del 21 de diciembre de 2017.
Fue nombrada consejera de Educación de la Generalidad de Cataluña, a partir del 12 de junio de 2023, en sustitución de Josep González i Cambray.

### Causa judicial
En la actualidad está imputada por los delitos de prevaricación y desobediencia por incumplimiento de sentencia del Tribunal Constitucional. Desde el 7 de septiembre está además investigada por la Fiscalía del Tribunal Superior de Justicia de Cataluña por tramitar en el Parlamento de Cataluña un proyecto de ley de referéndum de autodeterminación a través de un procedimiento de urgencia que fue declarado nulo por el Tribunal Constitucional, vulnerando los derechos de participación de los partidos políticos de la oposición y falseando la publicación de dicho Proyecto, ya que el Secretario General del Parlamento se negó a tramitarlo por inconstitucional. El 8 de septiembre, la Fiscalía exigía fianza para garantizar los gastos que pueda causar al erario público, que cifra en 6,2 millones de euros.
El 31 de octubre de 2017, el Tribunal Supremo (TS) admitió a trámite la querella presentada por la Fiscalía por rebelión, sedición y malversación  contra  cinco exmiembros de la Mesa del Parlamento de Cataluña, Carme Forcadell, Lluís Corominas, Anna Simó, Lluís Guinó, Ramona Barrufet,  y contra el secretario Joan Josep Nuet, por participar en el denominado procés y la declaración unilateral de independencia, a través de un procedimiento de urgencia que fue declarado nulo por el Tribunal Constitucional, vulnerando en dicho acto los derechos de participación de los partidos políticos de la oposición y falseando la publicación de dicho proyecto, y en contra del informe negativo del secretario general del Parlamento que se negó a tramitarlo por inconstitucional. El Supremo (TS), ha designado como instructor de la misma al magistrado Pablo Llarena, que citó a los querellados para tomarles declaración. El 9 de noviembre de 2017 declaró y fue puesta en libertad con el plazo de una semana para pagar 25 000 euros si quiere eludir la cárcel preventiva.